# Félix Dujardin
Félix Dujardin, född 5 april 1801 i Tours, död 8 april 1860 i Rennes, var en fransk naturforskare. Auktorsnamnet Dujard. kan användas för Félix Dujardin i samband med ett vetenskapligt namn inom botaniken; se Wikipediaartiklar som länkar till auktorsnamnet. Dujardin var professor i zoologi och botanik i Rennes, och har genom sina arbeten för foraminiferer och andra urdjur särskilt bidragit till cellärans utveckling, i det han visade, att infusorierna inte, som man tidigare föreställt sig, var högt organiserade utan hade en jämförelsevis enkel byggnad. Ett av hans viktigaste arbeten är Histoire naturelle des zoophytes (2 band, 1841). Dujardins författarskap rör sig för övrigt om polyper och inälvsmaskar.